# Fina flickor
Fina flickor är en maxisingel av det svenska punkbandet Räserbajs, utgiven på CD år 1994 på Kamel Records. Singeln innehåller fem spår: “Du är rädd”, “En kubikmeter”, “Kungar och knektar”, “Fina flickor” samt “Kung av Guds nåde”.
Singeln spelades in och mixades med Traxton Recording AB. Banduppsättningen på inspelningen var Erik Hjortstam (bas, sång), Martin Gustavsson (gitarr, sång) Rickard Stark (gitarr, sång) och Joakim Levin (trummor). Singeln har även ett par gästmusiker, där Susanne Persson bidrar med bakgrundssång på titelspåret Fina flickor, och Marianne Hjortstam, som spelar viola på “Kung av Guds nåde”.
Titelspåret “Fina flickor” utmärker sig med sin satiriska kritik av könsroller, med en text som ironiskt behandlar kvinnoidealets dubbelmoral.

## Låtlista[1]
1. "Du är rädd" – 3:22
2. "En kubikmeter" – 3:06
3. "Kungar och knektar" – 2:20
4. "Fina flickor" (bakgrundssång: Susanne Persson) – 2:20
5. "Kung av Guds nåde" (viola: Marianne Hjortstam) – 2:43